# Lester C. Hunt
Lester Callaway Hunt, född 8 juli 1892 i Isabel, Illinois, död genom självmord 19 juni 1954 i Washington, D.C., var en amerikansk demokratisk politiker och tandläkare. Han var delstaten Wyomings guvernör 1943–1949 och ledamot av USA:s senat från 1949 till sin död.

## Tandläkare och guvernör
Hunt studerade 1912–1913 vid Illinois Wesleyan University. Han utexaminerades 1917 från Saint Louis University College of Dentistry och inledde sin karriär som tandläkare i Lander i Wyoming. Han deltog i första världskriget i USA:s armé. Efter fortsättningsstudier vid Northwestern University återvände han 1920 till sin tandläkarpraktik i Lander.
Han var ledamot av Wyoming House of Representatives, underhuset i delstatens lagstiftande församling, 1933–1934. Han var delstatens statssekreterare (Wyoming Secretary of State) 1935–1943. I 1942 års guvernörsval besegrade han ämbetsinnehavaren Nels H. Smith.

## Karriär i senaten, utpressning och död
I 1948 års senatsval besegrade Hunt sittande senatorn Edward V. Robertson. Hunt var i senaten bitter motståndare till Joseph McCarthy. Han kunde inte godkänna de metoder McCarthy använde i sina kampanjer mot misstänkta kommunister.
Hunts son Lester Hunt, Jr. blev 1953 anhållen för att ha försökt köpa sex från en manlig polis i civilkläder som agerade prostituerad. Republikanerna fick reda på saken och de ville att Hunt skulle avgå från senaten för att de inte skulle göra sonens skandal till en större sak. Hunts kollega Styles Bridges, som representerade New Hampshire, var särskilt aktiv bland republikanerna i utmanövrerandet av Hunt.
Hunt meddelade den 8 juni 1954 att han inte ställde upp till omval senare samma år. Elva dagar senare sköt han sig själv i huvudet med ett gevär.
Det politiska spelet kring Hunt inspirerade Allen Drury att skriva romanen Advise and Consent som utkom 1959. I Drurys fiktiva roman utövar ironiskt nog senatorn för Wyoming utpressning mot senatorn för Utah. Romanen handlar dessutom om en senators homosexualitet snarare än om sonens homosexualitet. Drury belönades med Pulitzerpriset i skönlitteratur.
Lester C. Hunt är begravd på Beth El Cemetery i Cheyenne, Wyoming.